# Enrique Borgo Bustamante
Enrique Borgo Bustamante (San Salvador, 22 de agosto de 1928) es un político, abogado, diplomático y empresario salvadoreño, reconocido principalmente por haber sido Vicepresidente de El Salvador de 1994 a 1999, entre otros cargos políticos.

## Biografía
Borgo nació el 22 de agosto de 1928 en San Salvador. Se licenció como abogado en la Universidad de El Salvador en 1952, y cursó un posgrado en finanzas públicas y derecho mercantil y civil en la Universidad de Roma, así como una licenciatura en ciencias económicas en la Universidad de El Salvador en 1967. Fue además presidente ejecutivo de TACA International Airlines.
La vida política de Borgo comenzó en 1960 como secretario privado de una junta de gobierno. Más tarde se convirtió en la primera persona designada o primero en la línea de sucesión a la presidencia entre julio de 1977 y octubre de 1979 por el presidente general Carlos Humberto Romero. En 1990, el presidente Alfredo Cristiani lo nombró asesor de la misión de El Salvador ante la ONU en Nueva York.
Fue elegido Vicepresidente de El Salvador en las elecciones de 1994, cargo que ocupó durante la presidencia de Armando Calderón Sol hasta 1999. También fue ministro en dicha presidencia.
Fue embajador de El Salvador en España de 2004 a 2009.